# Euclymene africana
Euclymene africana är en ringmaskart som först beskrevs av Gravier 1905.  Euclymene africana ingår i släktet Euclymene och familjen Maldanidae. Inga underarter finns listade i Catalogue of Life.